# I Like It Like That (film)
 (mars 2025).
Si vous disposez d'ouvrages ou d'articles de référence ou si vous connaissez des sites web de qualité traitant du thème abordé ici, merci de compléter l'article en donnant les références utiles à sa vérifiabilité et en les liant à la section « Notes et références ».
 (mars 2025).
La mise en forme du texte ne suit pas les recommandations de Wikipédia : il faut le « wikifier ».
Les points d'amélioration suivants sont les cas les plus fréquents :
- Les titres sont pré-formatés par le logiciel. Ils ne sont ni en capitales, ni en gras.
- Le texte ne doit pas être écrit en capitales (les noms de famille non plus), ni en gras, ni en italique, ni en « petit »…
- Le gras n'est utilisé que pour surligner le titre de l'article dans l'introduction, une seule fois.
- L'italique est rarement utilisé : mots en langue étrangère, titres d'œuvres, noms de bateaux, etc.
- Les citations ne sont pas en italique mais en corps de texte normal. Elles sont entourées par des guillemets français : « et ».
- Les listes à puces sont à éviter, des paragraphes rédigés étant largement préférés. Les tableaux sont à réserver à la présentation de données structurées (résultats, etc.).
- Les appels de note de bas de page (petits chiffres en exposant, introduits par l'outil «  Source ») sont à placer entre la fin de phrase et le point final[comme ça].
- Les liens internes (vers d'autres articles de Wikipédia) sont à choisir avec parcimonie. Créez des liens vers des articles approfondissant le sujet. Les termes génériques sans rapport avec le sujet sont à éviter, ainsi que les répétitions de liens vers un même terme.
- Les liens externes sont à placer uniquement dans une section « Liens externes », à la fin de l'article. Ces liens sont à choisir avec parcimonie suivant les règles définies. Si un lien sert de source à l'article, son insertion dans le texte est à faire par les notes de bas de page.
- La présentation des références doit suivre les conventions bibliographiques. Il est recommandé d'utiliser les modèles {{Ouvrage}}, {{Chapitre}}, {{Article}}, {{Lien web}} et/ou {{Bibliographie}}. Le mode d'édition visuel peut mettre en forme automatiquement les références.
- Insérer une infobox (cadre d'informations à droite) n'est pas obligatoire pour parachever la mise en page.

Pour une aide détaillée, merci de consulter Aide:Wikification.
Si vous pensez que ces points ont été résolus, vous pouvez retirer ce bandeau et améliorer la mise en forme d'un autre article.
Pour plus de détails, voir Fiche technique et Distribution.
I Like It Like That est une comédie dramatique américaine de Darnell Martin sortie en 1994. Elle relate les épreuves et les tribulations d'un jeune couple d'origine portoricaine vivant à New York, dans le sud du Bronx.
Le film est la première réalisation qu'un grand studio de production américain a confié à une réalisatrice issue de la communauté afro-américaine. C'est aussi le film dans lequel Lauren Vélez qui connaitra par la suite une carrière notable dans l'univers des séries, incarne son premier rôle à l'écran. Il a été projeté dans la section Un Certain Regard au Festival de Cannes 1994.

## Synopsis
Lisette Linares est une jeune mère de trois enfants mariée à Chino, un coursier à vélo . Bien qu'il soit amoureux de Lisette et un père impliqué, Chino a une liaison avec Magdalena, une voisine insistante et célibataire qui a déjà un enfant. Un soir d'été, alors qu'une panne d'électricité frappe le quartier, Chino est arrêté pour pillage.
Alors que son mari est désormais en prison, Lisette doit faire le nécessaire pour que sa famille puisse vivre dans des conditions décentes. Encouragée par sa sœur transgenre Alexis, elle décide de poursuivre son rêve de devenir mannequin. Dans une premier temps, elle obtient un emploi d'assistante personnelle d'un producteur d'une grande maison de disques, Stephen Price. Ce dernier semble attiré par elle. Entre-temps, Chino est libéré de prison et Magdalena fait savoir qu'il est le père de son fils. Lisette est particulièrement blessée
Chino a lui été renvoyé de son travail en raison de son casier judiciaire. Il se rend compte à l'occasion d'une sortie avec son fils Li'l Chino que le jeune garçon est devenu dealer. Ce qui le met hors de lui et le pousse à l'emmener devant une peinture murale de rue en l'hommage de son oncle, le frère de Chino, policier tué par un trafiquant de drogue. Il le bat ensuite publiquement et violemment devant tout le quartier malgré Alexis qui alertée par le bruit et l'attroupement, tente de le calmer. Son fils s'étant enfui, il s'en prend à un autre enfant qui se moquait de la scène. En représailles, un trafiquant de drogue présent dans la rue, essaye de dégainer une arme mais Chino parvient à le désarmer et à le mettre en fuite avec l'aide de ses voisins.
Li'l Chino s'est rendu devant la porte d'Alexis pour retrouver Lisette sa mère, mais celle-ci plutôt que de le réconforter, le rejette en lui reprochant d'être définitivement incontrôlable et irrespectueux. Chino retrouve alors Li'l Chino et le ramène chez lui. Il y apprend de son ami Angel que l'enfant de Magdalena n'est pas son fils mais que c'est Angel qui en est le vrai père . Le mensonge de Magdalena le rend furieux contre elle. Pendant ce temps Alexis et Lisette ont une discussion conflictuelle à propos du peu d'affection que Lisette donne à ses enfants. À l'issue, Alexis décide d'aller revoir leur mère. Elle est très mal accueillie par celle-ci et battue par leur père. Aucun des deux n'acceptent qu'elle soit transgenre
Après réflexion, Lisette met fin à sa relation avec Price mais d'un commun accord avec lui, décide de poursuivre leur collaboration professionnelle. Elle parle ensuite à ses enfants et se réconcilie avec Li'l Chino auprès duquel elle s'excuse. Chino qui a trouvé un nouveau travail arrive ensuite pour lui dire la vérité sur l'identité du père de l'enfant de Magdalena et essayer de renouer avec elle. Tous deux discutent de leur mariage et de l'infidélité de Chino. L'échange est tendu et se prolonge toute la nuit mais Lisette malgré sa réticence initiale semble en ressortir apaisée même si tout ne semble pas réglé.
La dernière scène montre le couple et leurs enfants qui se rendent à Coney Island pendant que les Mendez Brothers filment un clip vidéo pour leur reprise de « Try A Little Tenderness ». Lisette et Chino font un tour de grande roue, ils dansent et s'endorment paisiblement dans le train alors que la famille retourne dans le  Bronx. La conclusion laisse entendre que leur couple va perdurer malgré les épreuves.

## Contexte et accueil critique
I Like It Like That, même s'il évoque la communauté hispano caribéenne du Bronx, s'inscrit dans la mouvance d'un cinéma des années 1990 porté essentiellement par des réalisateurs afro-américains comme Spike Lee ou John Singleton, qui traite des minorités des grandes villes américaines et des problématiques sociales auxquelles elles sont confrontées. Darnell Martin a d'ailleurs vécu une partie de ses jeunes années dans le quartier défavorisé de Morrisania situé dans le sud du Bronx où la délinquance et le trafique de drogue impactaient le quotidien des habitants. Le titre du film est une référence à Like It Like That (1967), un tube de Pete Rodríguez y Su Conjunto, groupe spécialisé dans le boogaloo latin.
Sur Rotten Tomatoes, le film a un taux d'approbation de 89 % sur la base de 70 critiques. La synthèse des critiques est rédigée ainsi : « Une comédie romantique haute en couleur, I Like It Like That s'appuie sur un scénario intelligent et des performances pleines d'entrain pour raconter une histoire originale et rafraîchissante. »  . Le succès d'estime est donc réel même si avec à peine plus d' 1 000 000 $ US rapportés, le film n'est pas une réussite au box office nord américain.